# Estádio Municipal de Cruz das Almas
Estádio Municipal de Cruz das Almas – stadion piłkarski, w Cruz das Almas, Bahia, Brazylia, na którym swoje mecze rozgrywa klub Cruzeiro Futebol Clube.